# Masoga
Masoga là một chi bướm đêm thuộc họ Erebidae.